# Pearl van der Wissel
Pearl Chantal van der Wissel-Nielsen (Leiden, 14 april 1984) is een voormalige Nederlandse handbalster. Ze beëindigde haar carrière na het seizoen 2017/18. Ze speelde op de linkeropbouw, maar kon ook op andere posities uit de voeten.

## Interlandcarrière
Van der Wissel maakte in 1999 tegen Noorwegen haar debuut in het Nederlands handbalteam. Bij haar debuut won ze met Nederland met 25-20 tegen de Europees kampioen Noorwegen. In datzelfde jaar werd ze bovendien onverwachts geselecteerd voor het WK van 1999 in Noorwegen. Na een late afzegging - wegens familie-omstandigheden - van Renata Erkelens werd de destijds 15-jarige van der Wissel uitgenodigd. Van der Wissel werd vooral als sparring- en trainingsspeelster meegenomen naar Noorwegen. Er mochten namelijk maar twaalf meiden op het wedstrijdformulier worden ingeschreven, terwijl Nederland afreisde met een selectie van zestien speelsters.
Bij het WK van 2005 in het Russische St. Petersburg, waar Nederland als vijfde eindigde, werd van der Wissel gekozen in het WK All Star team.
In 2012 beëindigde de toen 28-jarige Pearl van der Wissel haar interlandcarrière na een mislukt Olympische kwalificatietoernooi in 2012 in het Spaanse Guadalajara. Nederland miste de Olympische Spelen één goal. Ze speelde 217 interlands voor Oranje en scoorde daarin 560 doelpunten. Ook werd ze in 2012 benoemd tot Lid van Verdienste van het NHV.
Op het WK van 2017 maakte Pearl van der Wissel haar rentree in het Nederlands team. Ze werd na de groepsfase opgeroepen door bondscoach Helle Thomsen als vervangster van linkerhoek speelster Angela Steenbakkers. De oproep kwam voort uit tactische overwegingen. Thomsen gaf aan een allround speelster nodig te hebben in de opbouwrij voor de wedstrijd in de achtste finales tegen Japan. Van de Wissel die goed is in één tegen één situaties zou volgens Thomsen goed kunnen spelen tegen de offensieve dekking van Japan.

## Privé
Pearl van der Wissel is getrouwd met de Deense ijshockeyspeler Søren Nielsen.

## Onderscheidingen
- Lid van Verdienste van het NHV: 2012[9]
- All-Star Team linkeropbouw van het wereldkampioenschap: 2005
- Talent van het jaar van de Eredivisie: 2001/02